# Film strukturalny

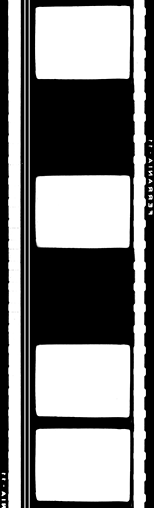
Fragment taśmy z filmem Arnulf Rainer (1960)

Film strukturalny (ang. structural film, materialist film) – kierunek w amerykańskiej i europejskiej awangardzie filmowej, który rozwinął się w latach 60. Filmowcy-strukturaliści zainteresowani byli kwestiami tworzywa filmowego: właściwościami komunikatu filmowego, formy filmu i procesu filmowania, a także unaocznianiem widzom taśmy filmowej jako materialnego przedmiotu. Do głównych przedstawicieli kina strukturalnego należą Michael Snow, Paul Sharits, Hollis Frampton, George Landow i Peter Kubelka.

## Charakterystyka
Film strukturalny skupia uwagę na technologicznym aspekcie kina. Ujawnia jego materialny charakter, który w kinie fabularnym i dokumentalnym głównego nurtu jest ukrywany przed widzami – owo ukrywanie nazywano „iluzyjnością”. 
W filmie strukturalnym eksponuje się przede wszystkim fizyczność taśmy filmowej, światło, filtry, obiektywy oraz różne elementy języka filmowego takie jak: plany czy ruchy kamery. Zamysł ten realizowany jest za pomocą wielu różnych środków, które często testują wytrzymałość percepcji widza na bodźce wizualne i dźwiękowe. Do powszechnie wykorzystywanych zabiegów filmowców-strukturalistów należy tworzenie sekwencji białych i czarnych klatek na taśmie, budujących wrażenie migotania, jak np. w filmach Arnulf Rainer (1960) Petera Kubelki oraz The Flicker (1966) Tony’ego Conrada. Charakterystycznym chwytem było również zapętlenie pojedynczej sekwencji obrazów, jak w filmie T,O,U,C,H,I,N,G (1968) Paula Sharitsa. Do innych przykładów strukturalnych eksperymentów można zaliczyć filmy Michaela Snowa: Wavelength (1967), Back-Forth (1969), La Region Centrale (1971), w których autor eksponuje efekty stosowania transfokatora, panoramowania oraz obrotów kamery o 360 stopni.
Film strukturalny miał w szczególny sposób aktywizować umysł odbiorcy. Zdaniem brytyjskiego teoretyka Petera Gidala komercyjne kino głównego nurtu przedstawiało widzowi zideologizowaną i statyczną wizję świata. Film strukturalny miał zerwać z tą „iluzyjnością” i zmusić odbiorcę do intelektualnej samodzielności, a przy tym unaocznić stojące za kinem mechanizmy techniczne. Widz podczas odbioru dzieła buduje własną „wersję” oglądanego filmu i zmuszony jest nieustannie przekształcać swoje spostrzeżenia i domysły. Była to część szerszego dążenia awangardowych filmowców do zaprezentowania widzom tych aspektów kina, które przemysł medialny ignorował. 

## Film strukturalny w Polsce
Formacją realizującą film strukturalny w Polsce był Warsztat Formy Filmowej, założony w roku 1970 jako koło studenckie w Szkole Filmowej w Łodzi. Twórczość członków warsztatu, zaliczana w obręb sztuki konceptualnej, inspirowana była sztuką okresu międzywojennego (konstruktywizm, dadaizm), a także szerszymi tendencjami konceptualnymi w sztuce lat 60. i 70. (neoawangarda). Członkami grupy byli m.in. Józef Robakowski, Ryszard Waśko, Paweł Kwiek, Wojciech Bruszewski, Zbigniew Rybczyński. Wychodzili oni poza film, realizując też prace wideo, fotografie, instalacje.
Twórcy warsztatu korzystali z rozmaitych technik w celu realizacji postulatów kojarzonych z filmem strukturalnym. Dla przykładu, w filmie Rynek (1970) Józef Robakowski skorzystał z techniki filmu poklatkowego, filmy Test (1971), Próba II (1971) zrealizował techniką bezkamerową, zaś Idę (1973) został nakręcony na taśmie 35mm w jednym ciągłym ujęciu pokazującym punkt widzenia osoby wchodzącej po schodach.

## Wybrane filmy
- Arnulf Rainer (1960), reż. Peter Kubelka
- The Flicker (1965), reż. Tony Conrad
- Wavelength (1967), reż. Michael Snow
- T,O,U,C,H,I,N,G (1968), reż. Paul Sharits
- One Second in Montreal (1969), reż. Michael Snow
- Zorns Lemma (1970), reż. Hollis Frampton
- Serene Velocity (1970), reż. Ernie Gehr
- Remedial Reading Comprehension (1971), reż. George Landow
- Test (1971), reż. Józef Robakowski